# Flughafen Basel-Mülhausen

i7
i11
i13
Der internationale Flughafen Basel-Mulhouse (Markenname seit 1987 EuroAirport Basel Mulhouse Freiburg, IATA-Code: BSL, MLH, ICAO-Code: LFSB) liegt 6 km nordwestlich von Basel (Schweiz) und 20 km südöstlich von Mülhausen (Frankreich) auf den Gemarkungen der französischen Gemeinden Blotzheim, Hésingue und Saint-Louis im Département Haut-Rhin. Weltweit einmalig wird der Flughafen von zwei Staaten gemeinsam betrieben. Da er auch für den südwestdeutschen Raum grosse Bedeutung hat, bekam er den Zusatz Freiburg; deutsche Vertreter sind im Verwaltungsrat und im trinationalen Beirat, allerdings ohne Stimmrecht, vertreten. Vor Eröffnung des EuroAirports waren die Schweizer Flüge vom Flugplatz Basel-Sternenfeld in Birsfelden abgewickelt worden, während Mülhausen durch den Flugplatz Mülhausen-Habsheim bedient worden war.

## Lage und Verkehrsanbindung
Der EuroAirport liegt auf französischem Staatsgebiet und ist ein öffentlich-rechtliches Unternehmen nach internationalem Recht mit Sitz in Frankreich, geniesst aber durch einen französisch-schweizerischen Staatsvertrag aus dem Jahr 1949 einen binationalen Status. In diesem Rahmen umfasst der EuroAirport einen schweizerischen Zollsektor auf französischem Staatsgebiet. Am 27. März 2009 ist die Schweiz dem Schengener Abkommen vollumfänglich beigetreten. Somit hat sich auch das – etwas komplizierte – Verfahren für die abfliegenden und ankommenden Passagiere geändert und ist in etwa dem üblichen Prozedere der meisten anderen Flughäfen in Europa angepasst worden.

### Bahn
Die Verbindung zum internationalen und nationalen Bahnverkehr ab dem schweizerischen Bahnhof Basel SBB wird durch die Buslinie 50 der Basler Verkehrs-Betriebe (BVB) sichergestellt. Die Fahrtzeit zwischen Bahnhof und Flughafen beträgt 17 Minuten.
Der nächstgelegene Bahnhof ist nördlich in etwa 1000 m Luftlinie Entfernung der Bahnhof Saint-Louis-la-Chaussée. Dieser ist über einen 1,7 km langen Fussweg entlang der Parkplätze F10 und F5 sowie die Rue de l’Aéroport zu Fuss erreichbar.
Eine direkte Bahnanbindung des EuroAirports ab Mülhausen und Basel wird seit 2001 geprüft und geplant. Der neue Flughafenbahnhof EuroAirport, der durch eine sechs Kilometer lange Neubaustrecke beidseitig an die Bahnstrecke Strasbourg–Basel angeschlossen sein wird, soll aufgrund politischer Verzögerungen erst 2035 in Betrieb gehen.
Die Gemeinnützigkeit des Projekts wurde am 14. März 2022 von der Präfektur des Départements Haut-Rhin nach einer öffentlichen Anhörung im Herbst 2021 erklärt.

### Bus

#### Nahverkehr
Ab dem Bahnhof Basel SBB verkehrt die Buslinie 50 der Basler Verkehrs-Betriebe bis zu zehnmal pro Stunde zum EuroAirport, der in 17 Minuten erreicht wird. Ebenfalls mehrmals stündlich pendelt ein Bus der Linie 11 der kommunalen Nahverkehrsgesellschaft Distribus zum Bahnhof Saint-Louis und verbindet so den Flughafen über die Bahnstrecke Strasbourg–Basel mit Mülhausen. Seit dem Fahrplanwechsel Mitte Dezember 2024 verkehrt erstmals eine grenzüberschreitende Buslinie zwischen dem deutschen Lörrach und dem EuroAirport. Diese Linie 220 des RVL wird auch unter dem Namen FREUND (Frankreich-EuroAirport-Navette-Deutschland) vermarktet. Durch mehrere Zwischenhalte, unter anderem am Bahnhof von Haltingen, besteht eine direkte Verknüpfung mit der Rheintalbahn sowie am Bahnhof von Saint-Louis mit der Bahnstrecke Strasbourg–Basel.

#### Fernverkehr
Bis zu vierzehnmal täglich bietet der private FlixBus als Linie 208 Verbindungen ins deutsche Freiburg im Breisgau mit Zwischenhalt in Neuenburg am Rhein an.
Seit April 2016 fährt dasselbe Unternehmen täglich bis zu fünfmal nach Zürich. Indem die Busse jeweils den französischen Flughafeneingang ansteuern, gilt die Verbindung als international und fällt nicht unter das Schweizer Kabotageverbot. Dieser Umstand ist jedoch umstritten, da die Haltestelle am Flughafen sehr leicht vom schweizerischen (Zoll-)Gebiet erreicht werden kann; und ausserdem ist es mehrmals vorgekommen, dass Passagiere ein Ticket von Zürich nach Basel-EuroAirport buchen, aber in Basel SBB aussteigen.
Diese Linie 108 von Zürich führt ab dem EuroAirport in nördliche Richtung weiter über Colmar und Strassburg sowie weitere Zwischenhalte bis nach Frankfurt am Main.

### Strasse
Die französische Seite des Flughafens ist über eine eigene Abfahrt von der französischen Autobahn A35 oder über Neuweg (La Chaussée) zu erreichen. Die schweizerische Seite des Flughafens erreicht man von Basel aus über eine zollfreie Strasse. Entlang dieser Strasse verläuft ein kombinierter Fuss- und Radweg; die Schweizer Grenze ist 3,7 km entfernt, der Bahnhof Basel SBB 7,7 km. Eine Verbindung der beiden Strassennetze besteht nicht.

## Geschichte

### Standortsuche
Vorläufer des heutigen internationalen Flughafens war der 1920 eröffnete Flugplatz Basel-Sternenfeld in Birsfelden. Von Anfang an war das Sternenfeld ein Flugplatz auf Zeit: Das im Besitz des Kantons Basel-Landschaft befindliche Gelände stand lediglich pachtweise zur Verfügung, da dort ein Rheinhafen und das Kraftwerk Birsfelden geplant waren. Aus diesem Grund begann bereits 1929 die Suche nach einem geeigneten neuen Standort. Flugplatzdirektor Charles Koepke schlug 1930 drei mögliche Varianten vor: in der Hard bei Muttenz (mit einer Piste parallel zum Rheinufer), zwischen Allschwil und Bourgfelden (teilweise auf französischem Territorium) sowie Leopoldshöhe bei Weil am Rhein (ganz auf deutschem Gebiet).
Als die Elektra Birseck 1934 zu verstehen gab, dass der Kraftwerkbau möglicherweise früher als vorgesehen beginnen könne, schien die Zeit zu drängen. Der Bundesrat sprach sich gegen Verhandlungen mit Frankreich aus, wodurch das vom Kanton Basel-Stadt anfänglich favorisierte Projekt Allschwil-Bourgfelden ins Hintertreffen geriet und das Projekt Hard bevorzugt wurde. Dieses bot jedoch beschränkte Entwicklungsmöglichkeiten und stiess wegen der notwendigen grossflächigen Waldrodungen auf starken Widerstand der Bevölkerung. Nach einer Protestkundgebung lehnte die Gemeindeversammlung von Muttenz das Projekt 1936 ab. Zwei Eingaben der Basler Kantone und der Flugplatz-Genossenschaft an den Bundesrat, das Projekt Allschwil-Bourgfelden erneut in Betracht zu ziehen, blieben 1936 und 1937 erfolglos. Ende 1937 gab der Bundesrat dem politischen Druck aus Basel schliesslich nach und erteilte dem Standort Allschwil-Bourgfelden die grundsätzliche Zustimmung. Im Juli 1939 begannen mit den französischen Behörden Verhandlungen über die Umsetzung, diese mussten aber beim Ausbruch des Zweiten Weltkriegs abgebrochen werden.
Während andere Schweizer Städte ihre Flughafenprojekte weiter vorantrieben, befürchtete Basel, nach Kriegsende den Anschluss an den internationalen Luftverkehr zu verlieren. Der Kanton Basel-Stadt und die Flugplatz-Genossenschaft Aviatik beider Basel strebten 1942 nach einer provisorischen Übergangslösung. Regierung und Grosser Rat von Basel-Stadt genehmigten ein redimensioniertes Projekt in der Hard bei Muttenz, doch es scheiterte am 20. März 1943 in einer kantonalen Volksabstimmung mit einem Nein-Anteil von 65 %. Eine Privatperson schlug daraufhin den Standort Paradieshof zwischen Oberwil und Binningen vor, was die betroffenen Gemeinden jedoch kategorisch ablehnten. Das Eidgenössische Luftamt beurteilte ein weiteres Projekt bei Allschwil als ungenügend.

### Bau und Inbetriebnahme

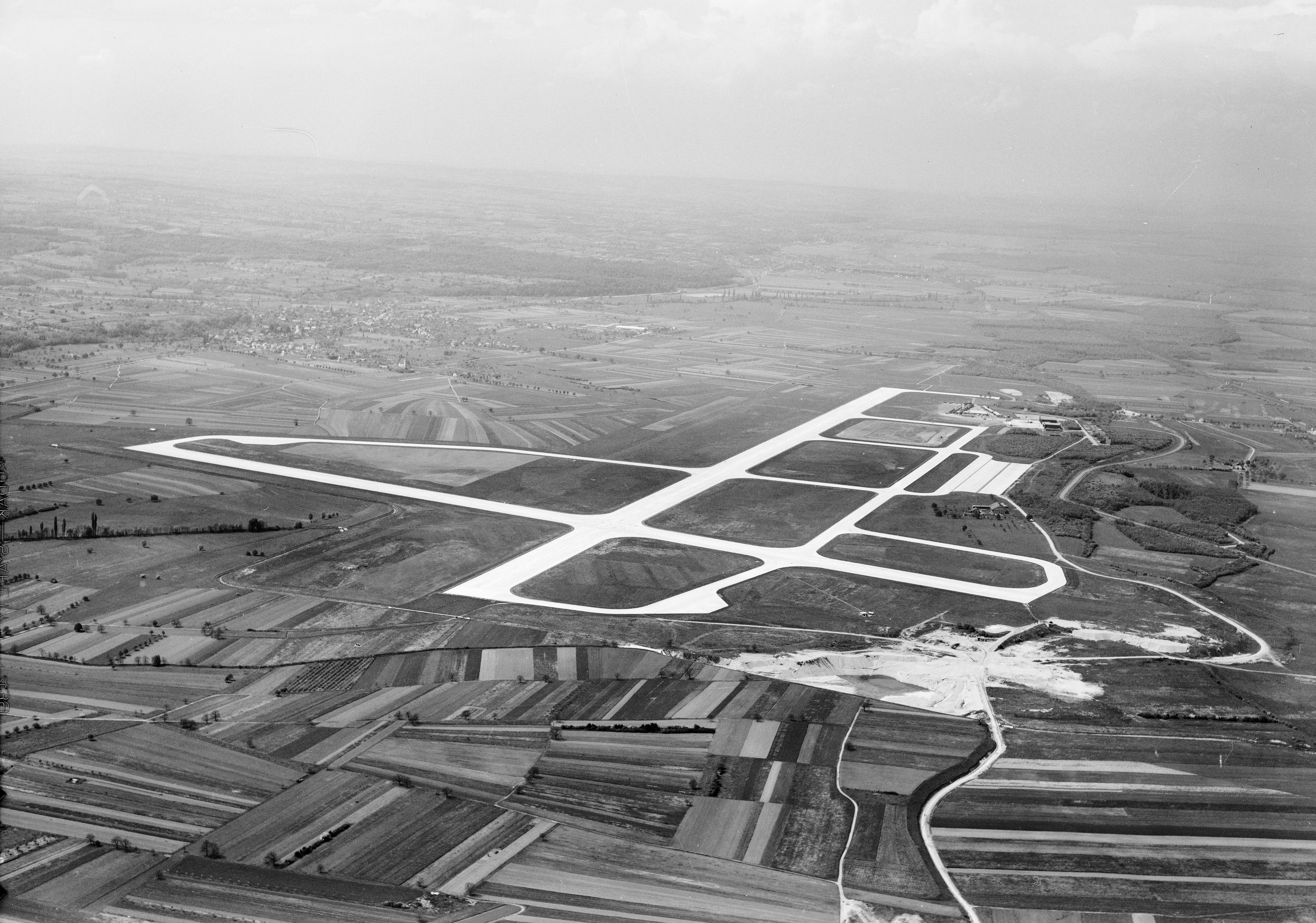
Das Pistensystem des neu gebauten Flughafens Basel/Mülhausen im Mai 1956. Die Hochbauten fehlen noch immer grösstenteils. Die Piste 15/33 ist noch einiges kürzer als heute.

Lage des Flughafens in Saint-Louis

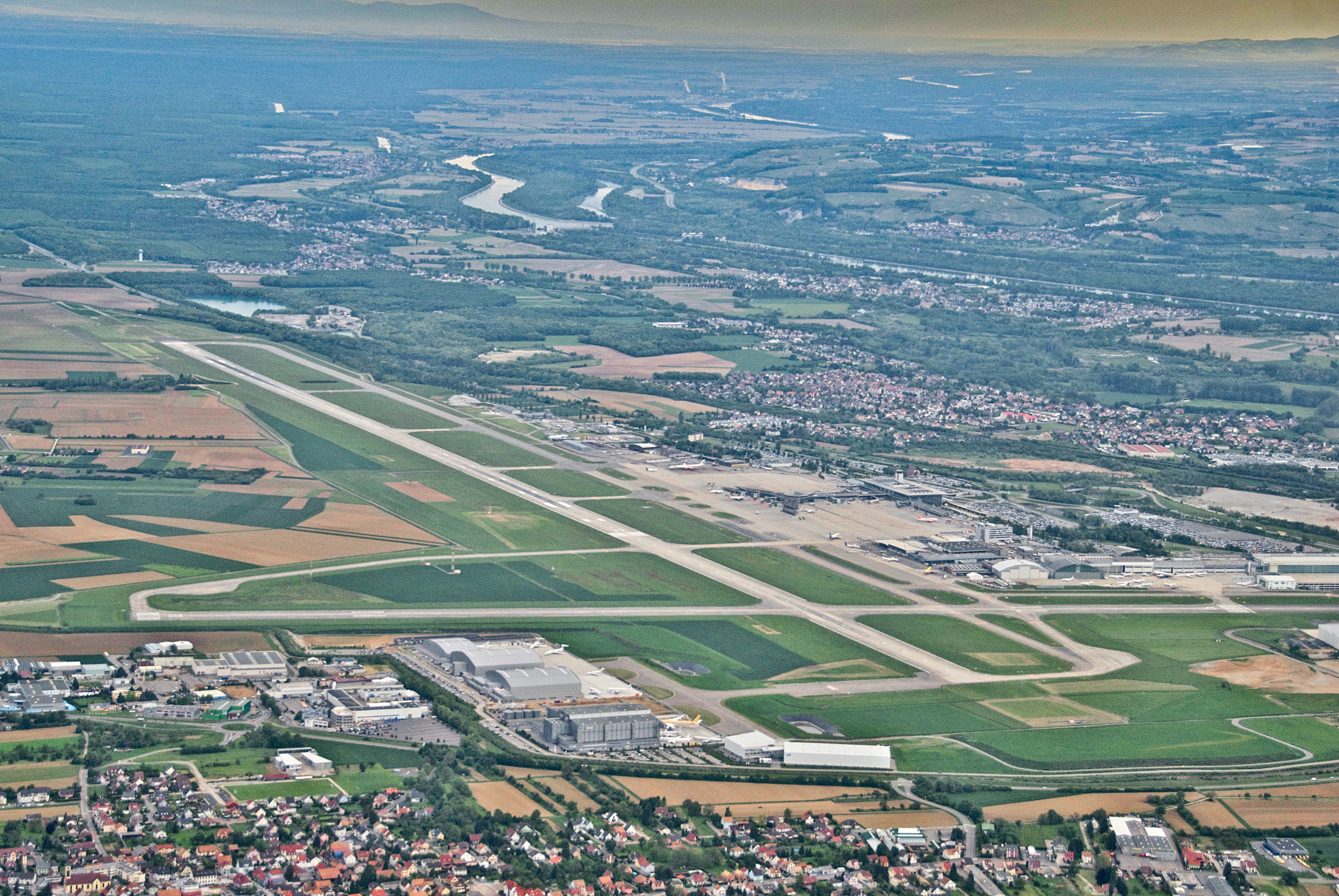
Der Flughafen Basel-Mülhausen aus der Luft

Am 24. März 1945, also noch vor Kriegsende, wurden die Verhandlungen mit Frankreich wieder aufgenommen. Wenig später kam ein neuer Standort zwischen Saint-Louis und Blotzheim ins Spiel, der verglichen mit dem ursprünglichen Projekt weitaus kostengünstiger und flugtechnisch besser geeignet war. Die französischen Behördenvertreter sprachen sich am 9. August grundsätzlich für die Variante Blotzheim aus. Die Basler Regierung reichte am 12. Oktober beim Bundesrat offiziell ein detailliertes Projekt ein, das einige Tage später auch der Öffentlichkeit bekannt wurde.
Die offiziellen Verhandlungen auf Regierungsebene begannen am 5. Februar 1946. Bereits am 8. März tätigten der Basler Regierungsrat Gustav Wenk und der Präfekt des Départements Haut-Rhin den Spatenstich. 350 zivile Arbeiter und zeitweise bis zu 100 deutsche Kriegsgefangene waren am Bau der Anlage beteiligt. Nach drei Probelandungen in den Tagen zuvor erfolgte am 8. Mai 1946 die offizielle Einweihung des provisorischen Flughafens Basel-Mülhausen. In nur zwei Monaten waren eine 1270 m lange und 40 m breite Piste sowie mehrere einfache Dienstgebäude entstanden. Die Kosten trug zum grössten Teil der französische Staat. Aufgrund der rekordschnellen Bauzeit war verschiedentlich vom «Wunder von Blotzheim» die Rede.
Obwohl die KLM Basel ab dem 1. Juni anflog und die Swissair ab dem 7. Juli, stagnierten die Passagierzahlen die nächsten fünf Jahre. Gründe dafür waren die sehr rudimentären Einrichtungen und die Tatsache, dass der Zugang zum Flughafen von der Schweiz nicht ohne Grenzübertritt möglich war. Auf Wunsch der Air France wurde die Piste 1948 auf 1500 m verlängert, wobei der Kanton Basel-Stadt die Kosten übernahm. Der französische Staat, damals der alleinige Betreiber, war Ende 1947 nicht länger gewillt, die durch die geringe Auslastung verursachten hohen Defizite zu tragen. Um die drohende Flughafenschliessung zu verhindern, beteiligte sich der Kanton Basel-Stadt ab Mai 1948 an den Betriebskosten. Der Staatsvertrag wurde am 4. Juli 1949 unterzeichnet und im Dezember von der schweizerischen Bundesversammlung sowie der französischen Nationalversammlung ratifiziert. Fast fünf Jahre nach Aufnahme der Verhandlungen trat er am 25. November 1950 in Kraft. Der Vertrag legte fest, dass Frankreich das erforderliche Gelände zur Verfügung stellte, während die Schweiz den weiteren Ausbau des Flughafens finanzierte. Für die Kontrolle des Flugbetriebs sollte Frankreich nach französischem Recht zuständig sein.

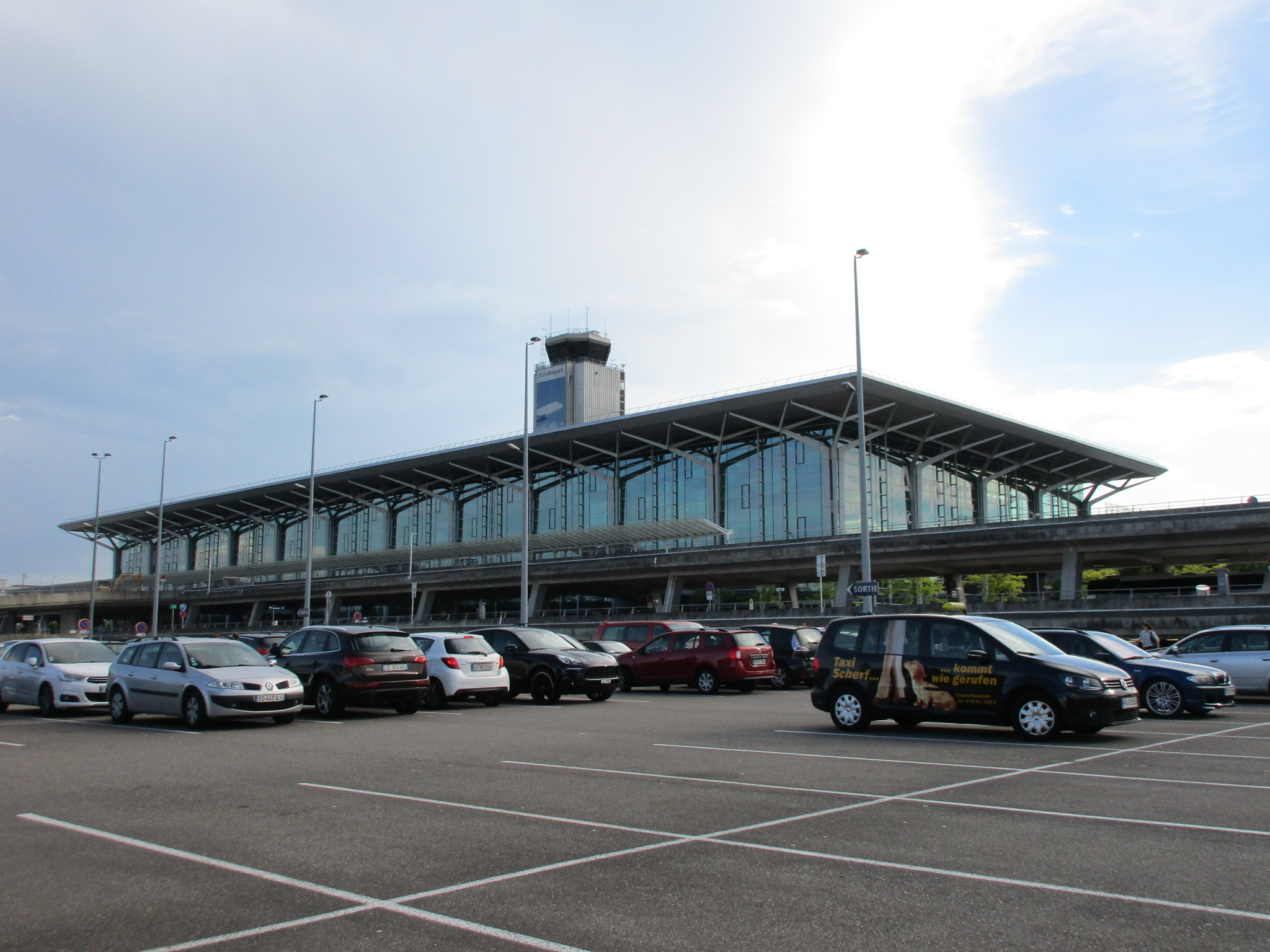
Sicht auf das Terminal vom Parkplatz

Das Bauprogramm für den definitiven Flughafen umfasste die Nord-Süd-Hauptpiste (2000 × 60 m), die Ost-West-Nebenpiste (1600 × 60 m), eine Zollfreistrasse, Flugsicherungsanlagen und ein Abfertigungsgebäude mit diversen Nebenbauten. Der Grosse Rat von Basel-Stadt genehmigte am 1. September 1949 einen Kredit von 29,7 Millionen Franken, wovon der Bund 30 % übernahm. Die Zollfreistrasse wurde am 2. Oktober 1952 eröffnet, die Nebenpiste im März 1953 und die Hauptpiste im Dezember 1953. Letztere war auf 2370 m verlängert worden, wofür der Kanton Basel-Stadt nach erfolgreicher Volksabstimmung 3,9 Millionen Franken bewilligte. 1956 zählte man erstmals mehr als 100'000 Passagiere jährlich. Da die Tiefbauten allein fast den gesamten Baukredit aufgebraucht hatten und das geplante Abfertigungsgebäude technisch bereits überholt war, mussten für die Hochbauten zunächst Provisorien genügen. 1956 stimmte der Ortsteil Neuweg (La Chaussée) der Abtrennung von Blotzheim und dem Anschluss an die Stadt Saint-Louis zu; der Wechsel wurde am 7. März 1958 vollzogen. Seither liegt der Flughafen nicht mehr auf Blotzheimer Gemeindegebiet, sondern auf den Gemarkungen von Saint-Louis und Hésingue.

### Erweiterungen
Um den Anschluss an Genf-Cointrin und Zürich-Kloten nicht zu verlieren, sprach der Grosse Rat von Basel-Stadt einen Kredit von 75,055 Millionen Franken. Allerdings wurde diese Vorlage im Juni 1960 in einer Volksabstimmung abgelehnt, woraufhin ein reduziertes Projekt ausgearbeitet werden musste. Dieses umfasste Investitionen in der Höhe von 54,48 Millionen Franken und wurde im Oktober 1962 vom Volk deutlich angenommen. Die Bundesversammlung genehmigte im Oktober 1963 eine Kostenbeteiligung von 25,051 Millionen. Das Abfertigungsgebäude konnte am 27. Juni 1970 in Betrieb genommen werden. Aufgrund der kurzen Hauptpiste war Basel-Mülhausen aber nur bedingt konkurrenzfähig, da grössere Düsenflugzeuge lediglich mit deutlich reduziertem Startgewicht abheben konnten. Geplant waren die Verlängerung der Hauptpiste auf 4000 m und parallel dazu eine weitere Piste für die allgemeine Luftfahrt. Frankreich war sehr an diesem Ausbau interessiert und vergrösserte die Flughafenfläche um zusätzliche 131 Hektaren auf 536 Hektaren. Doch das Projekt scheiterte in Basel-Stadt in der Volksabstimmung vom 21. September 1971 mit 25'547 zu 21'329 Stimmen. Dafür waren drei Faktoren entscheidend: Das fehlende Nachtflugverbot, übertriebene Wachstumsprognosen und die Tatsache, dass die Kantonsregierung eine Lärmstudie mit negativen Erkenntnissen sieben Monate lang zurückgehalten hatte.

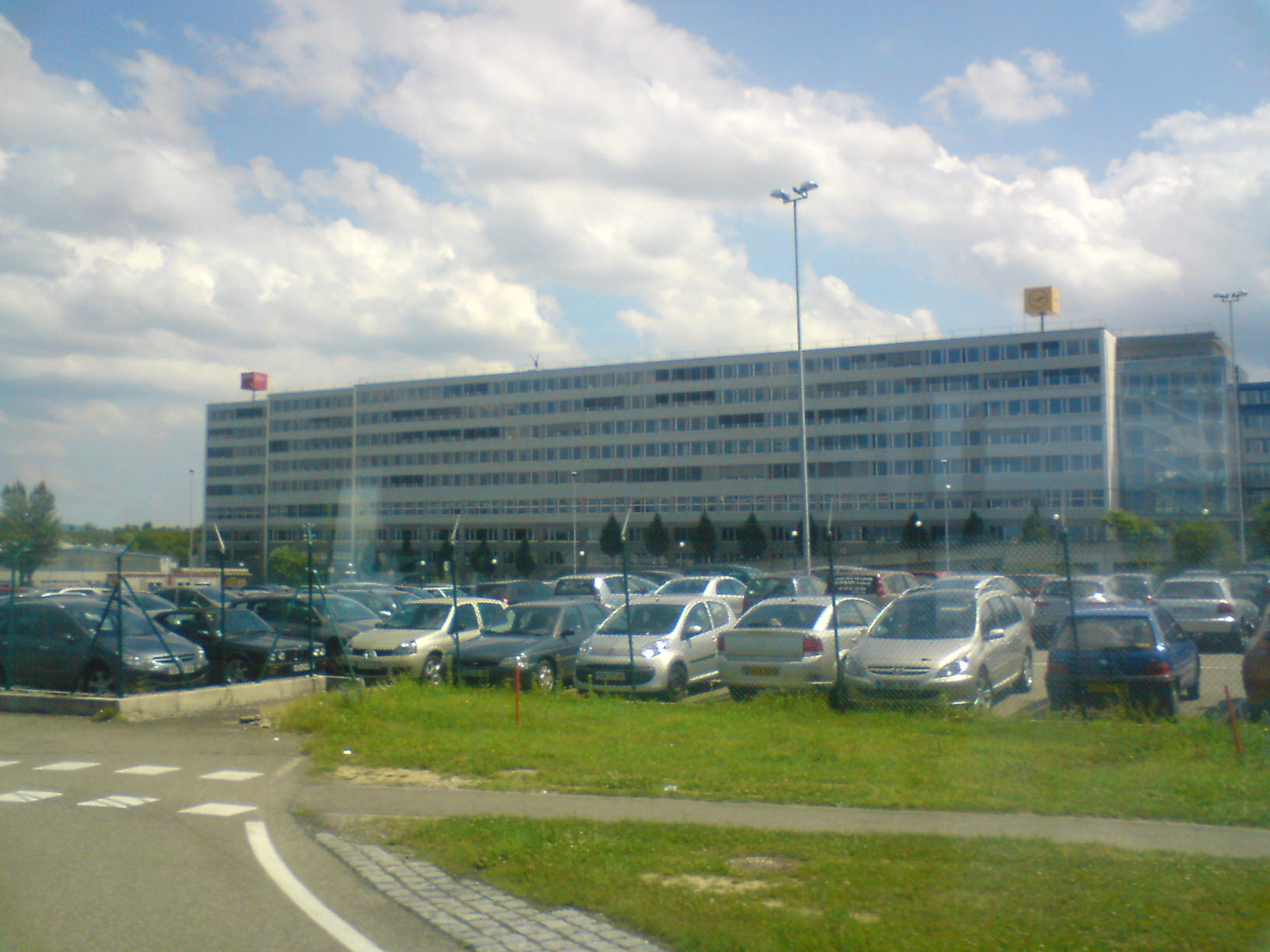
Ehemaliger Sitz der Swiss am Flughafen Basel-Mülhausen

Fünf Jahre später präsentierte die baselstädtische Regierung eine modifizierte Ausbauvorlage. Ausser der Verlängerung der Hauptpiste auf 3900 m waren keine weiteren nennenswerten Bauvorhaben geplant. Von den Baukosten sollten der Kanton Basel-Stadt 23 Millionen Franken übernehmen, die Wirtschaft und die Swissair zusammen 5 Millionen, der Bund die restlichen 12 Millionen. Nach der Zustimmung des Grossen Rates ergriffen die «Arbeitsgemeinschaft zum Schutz von Natur und Umwelt» und die Partei der Arbeit das Referendum. Im Gegensatz zu 1971 betrieben die Befürworter einen beträchtlichen Aufwand und gingen auch auf die Fluglärmproblematik ein. Die Volksabstimmung vom 7. November 1976 verlief positiv mit 27'704 Ja- gegen 16'481 Nein-Stimmen. Im Juni 1977 stimmte die Bundesversammlung dem 35-prozentigen Subventionsanteil zu und erhob Basel-Mülhausen gleichzeitig zum Interkontinentalflughafen. Die einen Monat später beginnenden Bauarbeiten umfassten auch einen Tunnel für die Strasse Blotzheim–Neuweg und die Bahnstrecke Waldighoffen–Saint-Louis-la-Chaussée (bis 1992 für den Güterverkehr in Betrieb). Die offizielle Eröffnung der verlängerten Hauptpiste erfolgte am 28. April 1979.
In den Jahren danach kam es zu mehreren kleineren Ausbauten. Von 1979 bis 1981 wurde die Frachthalle vergrössert, 1988 eine provisorische Halle für Express- und Kurierfracht errichtet (1996 durch das «West End» ersetzt). 1987 erhielt der Flughafen die Markenbezeichnung EuroAirport Basel-Mulhouse-Freiburg. Die Neugestaltung der Abflughallen im Jahr 1990 war mit dem Anbau eines Fingerdocks verbunden, womit zusätzliche Flugzeugstandplätze geschaffen werden konnten (2000/01 zum heutigen Y-Dock erweitert). Die Ost-West-Querpiste wurde im Jahr 2001 um 220 Meter verlängert. Der französische Teil des Terminals wurde 2002 vergrössert, der schweizerische Teil 2005. Schliesslich baute man bis 2013 den alten Mittelteil des Terminals um und passte sein Erscheinungsbild den modernen Neubauten an. 2014 zählte der Flughafen erstmals mehr als 6 Millionen Passagiere. Neuester Ausbauschritt ist der im Januar 2015 eröffnete neue Cargo-Terminal.

### Binationale Besonderheiten
Der Flughafen verfügte ursprünglich über zwei voneinander getrennte öffentlich zugängliche Sektoren (für abfliegende wie ankommende Passagiere), einen französischen Sektor (IATA-Code MLH für Mulhouse) und einen Schweizer Sektor (IATA-Code BSL für Basel). Der Flughafen verfügte somit über zwei Abflugs- und zwei Ankunftshallen (je eine im französischen wie im Schweizer Teil) mit der entsprechenden Infrastruktur (Check-in-Schalter, Verpflegung etc.). Die nur den fliegenden Gästen vorbehaltenen Teile (Terminals, Sicherheitskontrolle, Gepäckrückgabe etc.) waren nicht getrennt. Ein Wechsel zwischen französischem und Schweizer Sektor im Flughafen war für Fussgänger durch Passieren einer flughafeninternen Grenz- und Zollkontrolle möglich. Nach dem Beitritt der Schweiz zum Schengener Abkommen 2009 war die Zweiteilung nicht mehr erforderlich, weshalb der Flughafen umgebaut wurde. Er verfügt nun über eine grosse Abflugshalle mit vereinigten Check-in-Schaltern, Verpflegungsmöglichkeiten und sonstigen Einrichtungen. Die Ankunftsbereiche sind nach wie vor getrennt, aber ohne Zollkontrolle zu Fuss miteinander verbunden.
Entsprechend dieser ursprünglichen Zweiteilung verfügt der Flughafen bis heute auch über zwei unterschiedliche, voneinander getrennte Anfahrtswege, einen von Basel und einen von Frankreich aus. Ausserhalb des Flughafengebäudes sind die Anfahrtswege weiterhin getrennt: Wer also von Basel her zum Flughafen fährt, kann diesen mit dem Auto nicht Richtung Frankreich verlassen. Weiterhin existieren zwei unterschiedliche und getrennte Parkbereiche mit unterschiedlichen Währungen (Franken im Schweizer Teil, Euro im französischen Teil) und unterschiedlicher Preisgestaltung.
Im Flughafen werden sowohl Deutsch als auch Französisch und Englisch gesprochen.
Nach monatelangen Verhandlungen mussten die Schweizer Telekomanbieter – Swisscom und Sunrise Communications – per 24. Mai 2016 ihre Funkanlagen auf dem Flughafengelände, der auf französischem Staatsgebiet liegt, abschalten, da nur französischen die Versorgung erlaubt ist. Swisscom war bei der Errichtung der Anlagen 2004 noch davon ausgegangen, dass der Staatsvertrag von 1949 die Mobilfunkversorgung auch durch Schweizer Unternehmen legitimiert.

### PFAS-verunreinigtes Trinkwasser durch Löschschäume
Per Dekret vom 25. April 2025 wurde eine gesundheitliche Vorsichtsmassnahme ergriffen: Der Konsum von Leitungswasser zu Trinkwasserzwecken und zur Zubereitung von Babyflaschen ist ab sofort für empfindliche Personen (Kleinkinder bis 2 Jahre, schwangere Frauen, stillende Frauen, immungeschwächte Personen) in 11 Gemeinden der Agglomération Saint-Louis verboten. Die Verordnung tritt am 5. Mai 2025 in Kraft. Die betroffenen Gemeinden sind Bartenheim, Blotzheim, Buschwiller, Hégenheim, Hésingue, Huningue, Kembs, Neuwiller, Rosenau, Saint-Louis, Village-Neuf, in denen die Gesamtkonzentration der 20 wichtigsten Per- und polyfluorierte Alkylverbindungen (PFAS) dauerhaft den gesetzlichen Grenzwert von 0,1 Mikrogramm pro Liter (µg/l) im verteilten Wasser überschreitet. Für den Rest der Bevölkerung bleibt der Verbrauch von Leitungswasser aufgrund des von der Agglomeration Saint-Louis umgesetzten Aktionsplans gestattet, der bald eine Wiederherstellung der Konformität des verteilten Wassers ermöglichen werde. Seit Januar 2017, nachdem nichtfluorierte (PFAS-freie) Schaummittelkonzentrate von der Internationalen Zivilluftfahrtorganisation (ICAO) für den Einsatz an Flughäfen zertifiziert und durch Vorschriften zugelassen wurden, hat der Flughafen die Verwendung von PFAS-haltigen Schäumen vollständig eingestellt.

## Bedeutung
Der Flughafen liegt auf französischem Boden im Dreiländereck, besitzt einen binationalen Status und gehört Frankreich und der Schweiz. Für die Schweiz ist es der drittgrösste Flughafen (nach Zürich und Genf), in Frankreich gehört er zu den zehn wichtigsten Flughäfen und ist dort fünftgrösster Regionalflughafen.

### Entwicklung der Verkehrszahlen

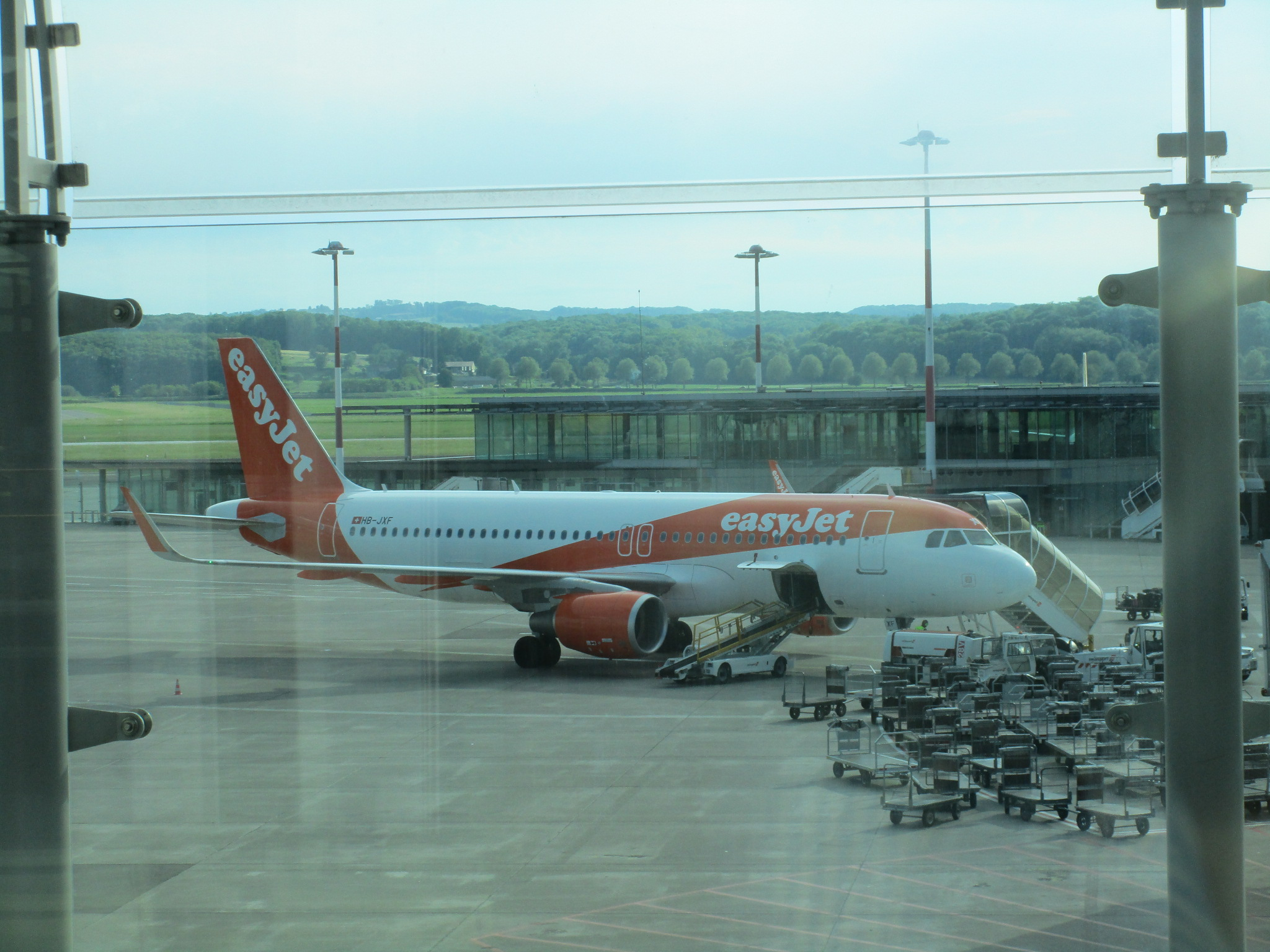
EasyJet-Maschine auf dem EuroAirport

2001 hatte der Flughafen mit rund 3,5 Millionen Passagieren ein gutes Ergebnis. Im Jahr 2002 gab es aufgrund des Konkurses der Swissair einen deutlichen Rückgang bei der Zahl der Passagiere und beim Frachtaufkommen. Der Rückgang setzte sich 2003 fort: Nur noch rund 2,5 Millionen Passagiere benutzten den Flughafen. 2004 begann die Wende mit einer leichten Steigerung um 2 %. Seit 2005 boomt der Flughafen dank der Billigfluggesellschaft EasyJet, die im Juni des Jahres am Flughafen eine Basis eröffnete. Am 31. Mai 2015 gab die Fluggesellschaft Swiss den Flughafen als Flugziel auf. Begründet wurde dies mit dem massiven Preisdruck durch Billiglinien. Bereits im Jahr 2014 hatte Easyjet hier einen Marktanteil von 55 %, während Swiss noch auf 5 % kam. Im Jahr 2015 nutzten 7,1 Millionen Passagiere den Flughafen. 2018 verzeichnete der Flughafen mit 8’578’064 Passagieren eine Zunahme von 8,7 Prozent im Vergleich zum Vorjahr. Hingegen ist das Frachtaufkommen in gleicher Zeit etwas zurückgegangen. Auch die Flugbewegungen gingen aufgrund grösser Flugzeuge, besserer Auslastung und dem starken Rückgang in der privaten Fliegerei leicht zurück. Indes nahmen die Flugbewegungen im kommerziellen Bereich um rund 4,3 Prozent zu. Easyjet hatte 2018 mit gut 5 Millionen Passagieren und einem Marktanteil von 58,5 Prozent einen leichten Rückgang, zugunsten anderen Airlines wie Wizz Air, hinnehmen müssen. Spätestens Ende 2026 werde der Betrieb der Leicht- und Freizeitaviatik eingestellt.

### Auszeichnungen
2012 und 2015 erhielt die Lounge am EuroAirport den Titel «Best Airport Lounge in the World», der alljährlich von den Priority Pass Lounge of the Year Awards erkoren wird sowie in den Jahren 2005, 2008, 2009 und 2014 den Titel «Best Airport Lounge in Europe». Seit dem 1. Oktober 2012 firmierte die Swiss-Lounge nicht mehr als Swiss-, sondern als sogenannte «Contract-Lounge», wodurch der Zugang für Swiss Frequent Traveller nicht mehr kostenlos war. Der Zugang zu der nunmehr als EuroAirport Skyview Lounge vermarkteten Lounge kann von allen Passagieren käuflich erworben werden, gleichwohl haben Reisende bestimmter Beförderungsklassen bzw. Statuskunden einiger Fluggesellschaften und Inhaber von Lounge Programmen weiterhin freien Eintritt.

## Statistik
Die nachfolgende Tabelle zeigt die Entwicklung der Passagierzahlen (ab 2000 auch Frachtmenge und Flugbewegungen).
| Jahr | Passagiere | Fracht in t | Flugbewegungen |
| ---- | ---------- | ----------- | -------------- |
| 1946 | 12'865     |             |                |
| 1950 | 17'932     |             |                |
| 1955 | 85'600     |             |                |
| 1960 | 248'339    |             |                |
| 1965 | 389'646    |             |                |
| 1970 | 696'230    |             |                |
| 1975 | 753'756    |             |                |
| 1980 | 909'754    |             |                |
| 1985 | 1'048'748  |             |                |
| 1990 | 1'845'202  |             |                |
| 2000 | 3'783'527  | 124'427     | 126'892        |
| 2005 | 3'315'696  | 83'580      | 82'142         |
| 2010 | 4'129'186  | 107'488     | 77'152         |
| 2014 | 6'523'874  | 98'175      | 89'474         |
| 2015 | 7'061'059  | 101'050     | 94'359         |
| 2016 | 7'314'269  | 101'300     | 95'542         |
| 2017 | 7'888'725  | 112'283     | 95'610         |
| 2018 | 8’578’064  | 110’129     | 97’271         |
| 2019 | 9'090'312  | 106'088     | 99'313         |
| 2020 | 2'598'981  | 108'502     | 51'400         |
| 2021 | 3'613.074  | 73'345      | 56'156         |
| 2022 | 7'050.905  | 114'319     | 84'136         |

## Flugbuchung
Der EuroAirport hat neben den beiden IATA-Codes BSL und MLH den Metropolitan Area Code EAP, der „beide“ Flughäfen umfasst. Vor der Liberalisierung der Verkehrsrechte zwischen der Schweiz und der EU unterhielt Crossair (und später Swiss) die französische Tochtergesellschaft Europe Continental Airways, die unter dem Markennamen Crossair Europe mit französisch registrierten Flugzeugen und französischer Betriebsgenehmigung von MLH aus Flüge anbot, zu deren Durchführung Schweizer Gesellschaften nicht berechtigt gewesen wären. Swiss International Air Lines verkaufte lediglich Flüge von und nach BSL. Air-France verkaufte Flüge nach Paris-Orly nur von MLH, nach Roissy von BSL und MLH. Heute werden die Flüge aller Fluggesellschaften unter dem Flughafencode BSL durchgeführt.

## Zwischenfälle
- Am 10. April 1973 zerschellte die Vickers Vanguard 952 mit dem Luftfahrzeugkennzeichen G-AXOP bei Schneefall und Nebel während des Landeanfluges an einem Berg. Unfallursache war der Orientierungsverlust der Piloten, unter anderem verursacht durch eine mangelhafte Ausbildung im Instrumentenflug. Dabei wurden 108 Menschen getötet; 37 überlebten, davon wurden 36 verletzt (siehe auch Invicta-International-Airlines-Flug 435).[38]

- Am 23. Juli 2007 wollte Hans Georg Schmid mit seinem selbst gebauten Flugzeug (HB-YMN) zu Ehren von Charles Lindbergh von Basel aus den Atlantik non-stop überfliegen. Da das Flugzeug zu schwer beladen war und mit zu geringer Geschwindigkeit abgehoben hatte, konnte es nicht steigen und kollidierte nach 3,8 km Flug mit einem Mehrfamilienhaus. Der Pilot kam dabei ums Leben und das Haus wurde durch den Brand schwer beschädigt.[39][40]

- Am 7. Dezember 2016 verunglückte eine Piper PA-34 Seneca (HB-LSD) mit zwei Personen an Bord. Das Flugzeug verunglückte bei der Landung auf der Landebahn 15/33 und fing Feuer. Dabei kam eine der beiden Personen an Bord ums Leben.[41]

Der Unfall, bei dem am 26. Juni 1988 anlässlich einer Flugschau ein Airbus A320 der Air France (Air-France-Flug 296) in einen Wald flog, ereignete sich nicht am Flughafen Basel-Mülhausen, sondern auf dem nahe gelegenen Flugplatz Mülhausen-Habsheim. Das Flugzeug war aber in Basel-Mülhausen gestartet und hätte nach der Vorführung auch wieder dahin zurückkehren sollen.

## Spotting

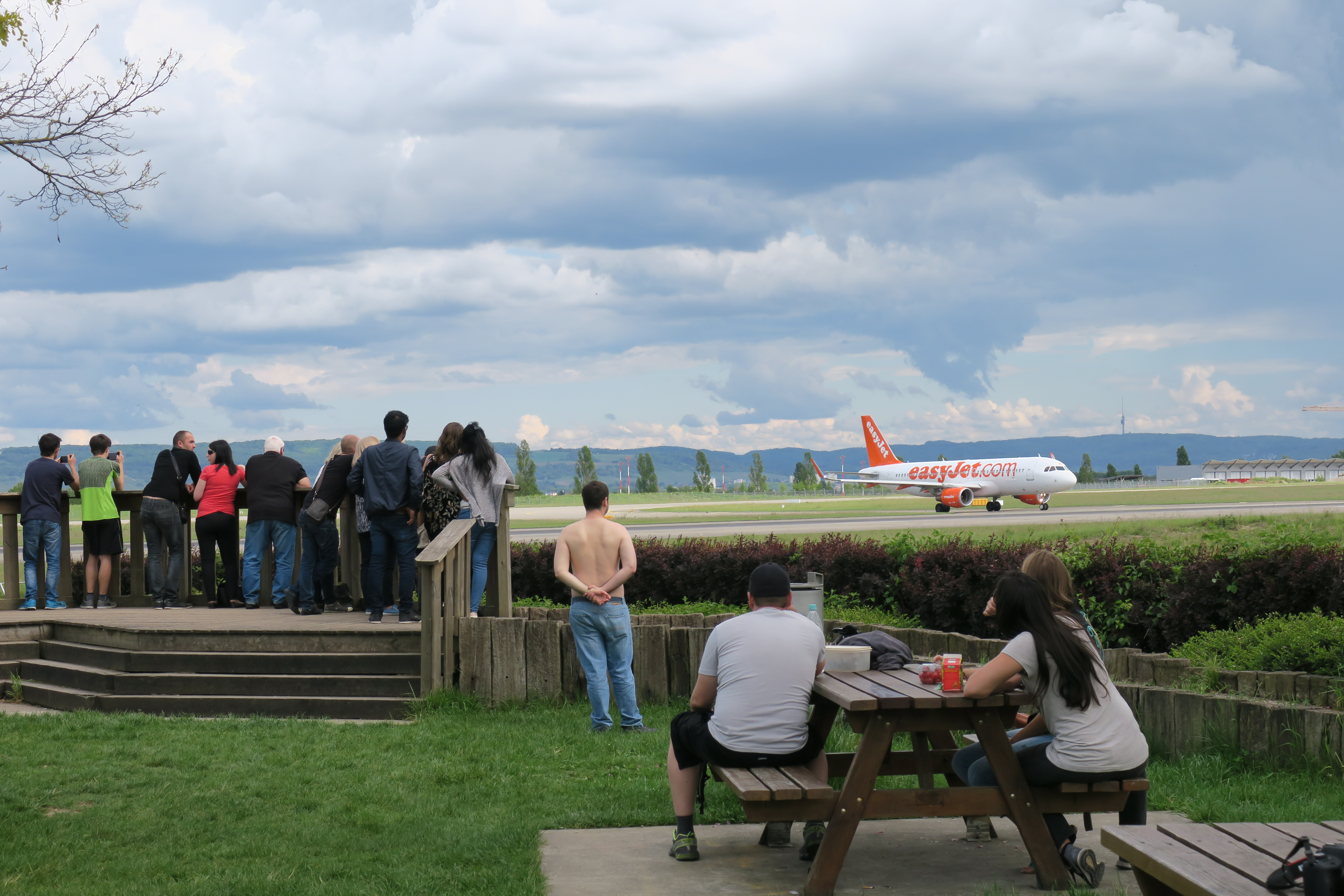
Das «Belvédère» in Blotzheim

Der EuroAirport ist ein geeigneter Flughafen, um Planespotting zu betreiben. An der Strasse, welche die Piste 15 unterquert und den Flughafen mit Blotzheim verbindet, besteht eine «Belvédère» genannte Aussichtsplattform. Von dort aus gibt es durchgehende Sicht auf die Bahn 15 und die dort landenden Flugzeuge. Wenn die Bahn 33 in Betrieb ist, kann man auch an der Pistenachse am Zaun stehen.

## Nostalgie

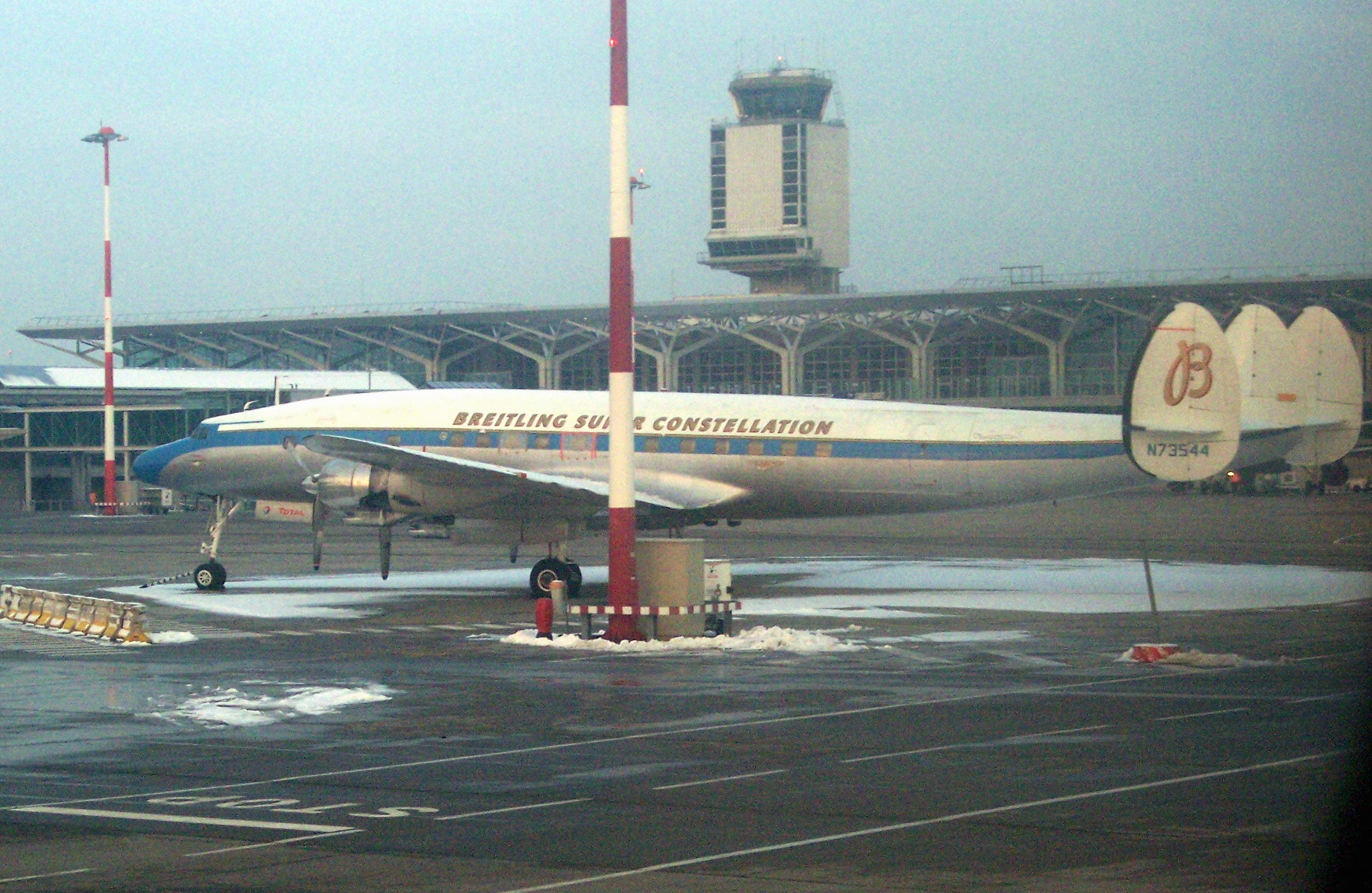
Die Super Constellation auf dem EuroAirport (2006)

Die einzige in Europa noch aktive Super Constellation hatte von 2004 bis 2016 auf dem EuroAirport Basel Mulhouse Freiburg während der Flugsaison ihre Heimbasis und veranstaltete zwischen April und September Schauflüge in beinahe ganz Europa.